# Ben Huller
Ben Huller, también conocido como Oliver Strelly cuando trabajaba para Str8 Porn (San Petersburgo; 4 de julio de 1982), es un actor pornográfico y director de cine porno y también ha incursionado como DJ. Es hermano del también actor porno Timo Hardy.

## Biografía
Inició su carrera en la industria del entretenimiento para adultos en 2005, grabando escenas heterosexuales con el nombre de Oliver Strelly, posteriormente grabó películas gay, en total ha grabado más de 300 películas. Tiene predilección por las jovencitas y jovencitos novatos tal como lo hace en PopBoys.com